# Alberto Fujimori

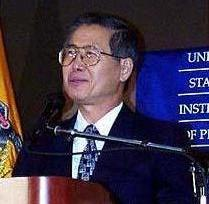
Alberto Fujimori

Alberto Ken'ya Fujimori Inomoto, japanskt namn: Ken'ya Fujimori (藤森 謙也, Fujimori Ken'ya), född 26 juli 1938 i Lima, död 11 september 2024 i Lima, var en peruansk politiker och Perus president mellan 1990 och 2000.

## Biografi

### De första åren
Alberto Fujimori föddes i Lima som son till Naoichi och Mutsue Fujimori, båda från Kumamoto prefektur i Japan. Föräldrarna utvandrade till Peru 1934. När sonen Alberto sedan föddes ansökte föräldrarna hos japanska konsulatet om japanskt medborgarskap för honom. Fujimori gick sin första skolgång i Colegio Nuestra Señora de la Merced, La Rectora och tog sedan examen i La Gran Unidad Escolar Alfonso Ugarte i Lima. Han började sedan studerade vid Universidad Nacional Agraria La Molina 1957 och tog examen 1961 som den främste i sin klass för en karriär som agroingenjör (agronom).
1964 studerade han fysik vid Universitetet i Strasbourg i Frankrike, och tog sedan ytterligare en examen vid universitetet i Wisconsin-Milwaukee i USA vilket gav honom en mastergrad i matematik 1969. Fujimori började arbeta vid Universidad Nacional Agraria, vid vilket han efter olika befordringar blev utnämnd till dekanus för den naturvetenskapliga fakulteten och han blev sedan 1984 vald till rektor, en post han upprätthöll till 1989. 1987 valdes Fujimori till ordförande (”president”) i rektorernas nationalförsamling, en post han hade under två perioder.
Han var också värd för TV-programmet Concertando (”Avtalat”/”Komma överens”?) från 1987 till 1989, som sändes av det statliga TV-bolaget ”Televisión Nacional del Perú”.

### Valet 1990
Fujimori ställde upp i presidentvalet 1990  i spetsen för ett parti Cambio 90, som han hade grundat året före. Hans kandidatur fick stöd av marginella delar av det peruanska samhället, informella grupper och den evangeliska kyrkan, som gjorde sitt intåg i det politiska livet i Peru.
Överraskande fick han 20% av rösterna i den första röstningsomgången i april 1990, och fortsatte i en andra röstningsomgång där han ställdes emot författaren Mario Vargas Llosa och en presidentkandidat från APRA-partiet, Luis Alva Castro. Vargas Llosa var ledare för ”Demokratiska fronten” (Fredemo), som samlade de viktigaste partierna på högerkanten i Peru.
I den andra röstningsomgången fick Fujimori stöd från olika vänstergrupper och (underförstått) från aprista-regeringen ledd av Alan García. Den 8 juni fick Fujimori 60% av rösterna och besegrade därmed Vargas Llosa.

### Första presidentperioden
Den 5 april 1992 skaffade sig Fujimori tämligen oinskränkt makt när han upplöste det peruanska parlamentet. I september samma år kunde Fujimoris regering triumferande visa upp den tillfångatagne ledaren för den kommunistiska gerillan Sendero Luminoso, Abimael Guzmán, en rörelse som den peruanska statsmakten bekämpat sedan början av 1980-talet.

### Andra presidentperioden

#### Återval
Tack vare en konstitutionell reform 1993 kunde Fujimori presentera sig som kandidat för återval 1995, där han med 64% av rösterna vann över förre generalsekreteraren för FN, Javier Pérez de Cuéllar.

#### Gisslankrisen
I början av december 1996 uppstod den så kallade gisslankrisen (crisis de los rehenes), som var den sista stora terroristaktionen som ägt rum i Peru. Den 7 december 1996 tog 14 medlemmar av Tupac Amaru - MRTA, ledda av ex-syndikalisten Nestor Cerpa Cartollini 600 personer som gisslan på japanska ambassadörens residens i Lima, personer som tillhörde det högsta politiska, sociala och ekonomiska livet i Peru.
Krisen fick stor internationell uppmärksamhet under de följande veckorna och månaderna. Kidnapparna krävde frisläppandet av flera fångar som tillhörde MRTA. Påven skickade som förhandlare Juan Luis Cipriani, vid det tillfället ärkebiskop i Ayacucho, och lyckades förhandla fram frisläppandet av större delen av gisslan. Kvar var sedan endast 72 personer.
Krisen avslutades i april 1997, då man lyckades frita 71 av de 72 gisslan som fortfarande hölls i fångenskap genom en militär operation (kallad “Chavín de Huántar“), under vilken en grupp militärer tog sig in i residenset genom underjordiska tunnlar som hade grävts för ändamålet. Den slutliga attacken skedde sedan genom att man sprängde sig upp genom golvet. Framgångarna vid operationen sändes direkt i televisionen i Peru och i olika länder i världen via CNN och andra utländska televisionsbolag. Under operationen meddelades att två soldater, en ur gisslan och de 14 terroristerna hade dött. Senare meddelade man att flera av terroristerna hade avrättats efter att de hade gett upp, vilket fortfarande är föremål för undersökning. Fujimori använde den militära framgången för att konsolidera sitt stöd hos befolkningen i en tid då ett växande antal anklagelser om korruption började dyka upp.

#### Lagen om den riktiga tolkningen
År 1996 påbörjade Fujimori rättsliga manövrer för att för tredje gången ställa upp som kandidat i presidentvalet. Detta skapade en politisk kontrovers och en lag stiftades kallad “Lagen om den riktiga tolkningen av konstitutionen” (Interpretación Auténtica de la Constitución), där han gav sig själv behörighet att för tredje gången ställa upp i presidentvalet. 

#### Kontroll av medierna
Från 1992 började man anklaga Fujimori att ha påbörjat en politik som syftade till intervention i televisionskanalerna och pressen för att få stöd av dem till sin regering och för att dölja korruptionshändelser. På detta sätt underordnade sig flera av cheferna för de viktigaste kommunikationsmedierna i landet, så att de nästan alltid var välvilligt inställda till regimen. Ansvarig för denna politik var underrättelseassessorn (asesor de inteligencia) Vladimiro Montesinos, som var regeringens starke man i bakgrunden.
Man anmälde flera fall av skrämsel och hot mot journalisterna. De mest kritiska mot regeringen, som César Hildebrandt avskedades och man gjorde till och med upp planer för att mörda dem, Plan Narval. I maj 1997 avskedades israelen, den nationaliserade peruanen, Baruch Ivcher, direktör för kanalen Frecuencia Latina, fram till då närstående regeringen, på grund av sin oppositionella roll. Konstitutionsdomstolen hade då i konstitutionen fastställt att ingen utlänning skulle få kontrollera något slags media för kommunikation.

#### Krig och fred med Ecuador
Vid början av 1995 uppstod en väpnad konflikt med Ecuador vid den nordöstra gränsen, känd som Cordillera del Cóndor. I mars det året undertecknade man vapenstillestånd i presidentpalatset i Itamaraty, i Brasilia. Under de följande åren var situationen mycket spänd mellan Peru och Ecuador.
Efter att den ecuadorianska presidenten Jamil Mahuad hade tillträtt i augusti 1998, började man förhandlingar med Ecuador för att få en definitiv lösning på konflikten. I oktober 1998 undertecknade man fördraget i Brasilia, i vilket Ecuador och Peru accepterar fastställandet av en 78 kilometer lång gräns i överensstämmelse med villkor som dikterades av garanterna till Rio de Janerioprotokollet. Som en symbolisk akt överlämnade Peru till Ecuador som privat egendom (det vill säga, utan någon överhöghet) en kvadratkilometer mark vid Tiwinza.
Fördraget mötte opposition hos flera medlemmar i regeringen och den militära ledningen, som måste reorganisera sig på grund av detta. Oppositionen anmälde ett manipulativt agerande och att konflikten med Ecuador inte var så allvarlig.

### Tredje presidentperioden
Efter att ha oskadliggjort gerillan, marginaliserat kokaproduktionen och genomfört ekonomiska reformer hemföll Fujimoris regim allt mer åt korruption och maktmissbruk. Han tvingades avgå och fly landet år 2000 efter en korruptionsskandal, som bland andra innefattade chefen för landets säkerhetstjänst, Vladimiro Montesinos. Montesinos drev ett omfattande system av utbetalningar av mutor för att trygga Fujimoris maktställning. Vid sidan av denna verksamhet lade Fujimori, Montesinos och deras gelikar beslag på summor motsvarande cirka två miljarder amerikanska dollar som de försökte gömma undan i utlandet. När det i november 2000 stod klart att Fujimoris ställning hade blivit ohållbar och att rättsprocesser väntade i hemlandet, befann han sig på besök i Brunei. Via fax till Peru meddelade han sin avgång varefter han flydde till Japan.

### Senare händelser
Fujimori återvände oväntat till Sydamerika för att kunna ställa upp i det peruanska presidentvalet. När han anlände till Santiagos flygplats i Chile i november 2005 greps han och sattes i husarrest. I september 2007 beslutade Chiles högsta domstol att Fujimori kan utvisas till Peru. I Peru kan han ställas inför rätta för människorättsbrott och korruption. Den 22 september anlände Fujimori till Lima varvid han arresterades i väntan på rättegång. Återkomsten till Peru skedde efter fem års asyl i Japan och två år i Chile.
Fujimori dömdes den 7 april 2009 till 25 års fängelse av en särskild tribunal för brott mot mänskligheten och kidnappning. Fujimori förklarades ansvarig ("autor mediato" det vill säga den person som planerade, organiserade och gav order) för grovt dråp och mord under försvårande omständighet (massakrerna på Barrios Altos och morden på La Cantuta-studenterna; kidnappningen av Samuel Dyer och Gustavo Gorriti). Senare utökades anklagelserna till att omfatta även Pativilca-massakern. 
Det var första gången som en tidigare demokratiskt vald president i Peru och Latinamerika, har dömts och fällts av en nationell domstol för brott mot de mänskliga rättigheterna.
Den 6 december 2023 strax före kl 06:30 lämnade Fujimori fängelset efter att ha blivit benådad av Tribunal Constitucional som beordrat hans omedelbara frisläppande.
Den 11 september 2024 avled Fujimori i sitt hem, Lima.
| ”                | Hans död borde vara ett tillfälle för peruanerna att reflektera över vad hans regering betydde – förstörelsen av demokratin, de otaliga kränkningarna av mänskliga rättigheter, den omfattande korruptionen, den banala makten som utnyttjats till det yttersta till förmån för en handfull människor. | „ |
| – Jo-Marie Burt, | |   |